# Gereformeerde kerk (Lewedorp)
De Gereformeerde kerk is een protestants kerkgebouw in de Nederlandse plaats Lewedorp, in de provincie Zeeland, gelegen aan Zandkreekstraat 31. De kerk uit 1953 werd eind 2021 verkocht omdat de protestantse gemeente met enkele gemeentes uit de omliggende plaatsen is gefuseerd, maar de kerk blijft tot 2026 in gebruik.

## Geschiedenis
Lewedorp ontstond aan het einde van de 19e eeuw en was oorspronkelijk bekend onder de naam Noord-Kraaijert. Er kwamen hoofdzakelijk rooms-katholieken te wonen die in 1928 een eigen kerk in gebruik namen, maar ook enkele hervormden en gereformeerden. De gereformeerden kerkten in het nabijgelegen Nieuwdorp, maar besloten vanaf 1941 om diensten te houden in de christelijke school te Lewedorp. In 1946 woonden er 230 gereformeerden in Lewedorp, waarop besloten werd om op 31 december een nieuwe kerk te institutiëren. Aan de bouw van een daadwerkelijk kergebouw met werd echter pas in 1952 begonnen en kon op 8 maart 1953 in gebruik worden genomen. De kerk werd ontworpen door architectenbureau Rothuizen en 't Hooft en gebouwd door aannemer Fraanje. De pastorie, naar ontwerp van hetzelfde architectenbureau, was in maart 1952 al opgeleverd.
In 1966 vond een uitbreiding plaats van de kerkenraadskamer, in 1983 werd ook de hal vergroot en gemoderniseerd. Enkele jaren later werd het liturgische deel in de kerk gewijzigd met de plaatsing van een nieuwe lessenaar en liturgische tafel, aanschaf van een doopvont, plaatsing van een podium en de kerkenraadsbanken werden verwijderd. In 2000 werden de kerkbanken en houten vloer vervangen, waarbij ook vloerverwarming werd geïnstalleerd, opnieuw werd toen ook de ingang vergroot.
Vanaf 1956 maakten de hervormden te Lewedorp ook gebruik van het kerkgebouw. Dit leidde in de vroege jaren 70 tot het houden van gezamenlijke diensten om de twee weken. Toen in 1974 echter de gereformeerde predikant werd afgekeurd, werd besloten om alle diensten gezamenlijk te houden. Deze samensmelting resulteerde in de federering van beide gemeenten in de Hervormd-Gereformeerde Federatie Lewedorp wat later werd veranderd in Protestantse Gemeente Lewedorp, in het bredere nationale kader van het Samen op Weg-proces. Door vermindering van het aantal leden werd in september 2021 de nieuwe Protestantse Gemeente ‘Het Vierhuis’ opgericht, welke een fusie is van de protestantse gemeentes van Borssele, 's-Heer Arendskerke, Lewedorp en Nieuwdorp. Dit leidde ook tot de verkoop van het kerkgebouw te Lewedorp, maar het blijft nog vijf jaar in gebruik door de gemeente, omdat besloten was om in deze periode de kerkdiensten wisselend in de vier kerkgebouwen van de gemeente te houden.

## Gebouw en inventaris
Het gebouw is ontworpen in traditionalistische stijl met enkele moderne invloeden, een stroming die ook wel bekend staat als shake-hands architectuur. Het betreft een eenvoudige bakstenen zaalkerk met een schoorsteenachtige toren, met daarop bevestigd een houten kruis. De ingang wordt bepaald door een betonnen omlijsting. Boven de ingang staat de tekst "Hij is onze Vrede".
In 1953 werd een orgel aangeschaft dat was vervaardigd door de firma S. de Wit uit Badhoevedorp en boven de ingang van de kerkzaal gehangen, waarbij de speeltafel op de begane grond bleef. Het was een eenvoudig en klein orgel zonder kast. Hierna werd het orgel uitgebreid met enkele stemmen en ook werd een nieuwe orgelkas gemaakt. In 1985 volgde een nieuwe speeltafel met twee klavieren.

## Dominees
- H. Wiersinga (1927-2020) - 1952 tot 1955
- S. Oegema (1928-2007) - 8 mei 1955 tot 1962
- W.E. Hoekstra (1937) - 1963 tot 1967
- A. van den Berg (1912-1977) - 1970 tot 1975, was beroepen in combinatie met de gereformeerde kerk van Wolphaartsdijk
- D. Stolk - 1978 tot 1982, was beroepen in combinatie met de gereformeerde kerk van Wolphaartsdijk
- H.J. van Dijk (1949) -  21 april 1985 tot 1990, diende als parttime predikant
- J.H. de Koe (1965) - 1992 tot 1996